# Carson County
Carson County je okres ve státě Texas v USA. K roku 2010 zde žilo 6 182 obyvatel. Správním městem okresu je Panhandle. Celková rozloha okresu činí 2 393 km².